# Viola pubescens
Viola pubescens Aiton – gatunek roślin z rodziny fiołkowatych (Violaceae). Występuje naturalnie w Kanadzie (w prowincjach Ontario i Quebec) oraz Stanach Zjednoczonych (w Alabamie, Arkansas, Connecticut, Delaware, Dystrykcie Kolumbii, Illinois, Indianie, Iowa, Kansas, Kentucky, Luizjanie, Maine, Marylandzie, Massachusetts, Michigan, Minnesocie, Missouri, Nebrasce, New Hampshire, New Jersey, stanie Nowy Jork, Północnej Karolinie, Dakocie Północnej, Ohio, Oklahomie, Pensylwanii, Rhode Island, Dakocie Południowej, Tennessee, Teksasie, Vermoncie, Wirginii, Wirginii Zachodniej, Wisconsin i Wyoming). Jest gatunkiem najmniejszej troski, choć lokalnie (w Luizjanie i Missisipi) uważany jest za krytycznie zagrożony. 

## Morfologia

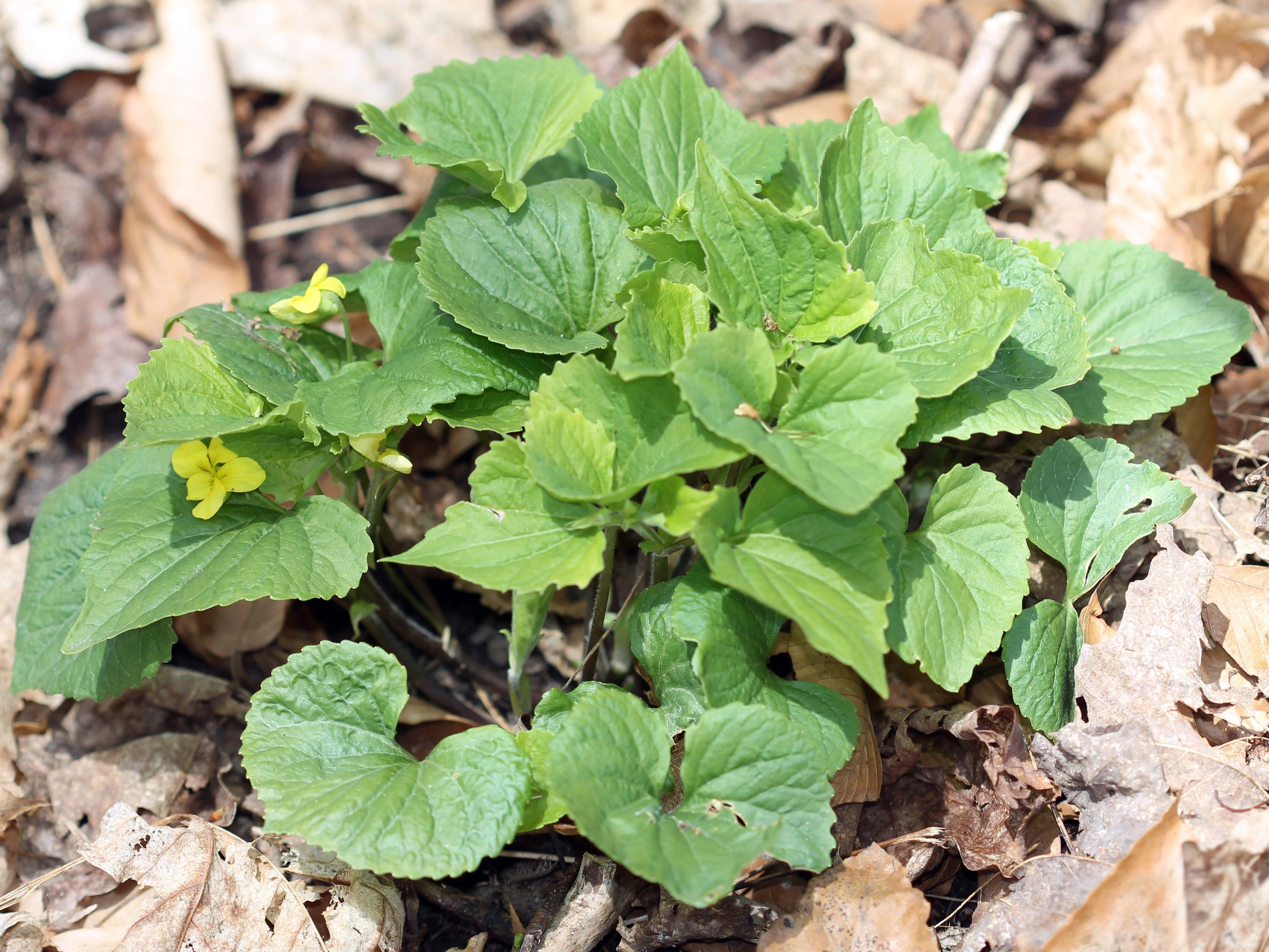
Pokrój

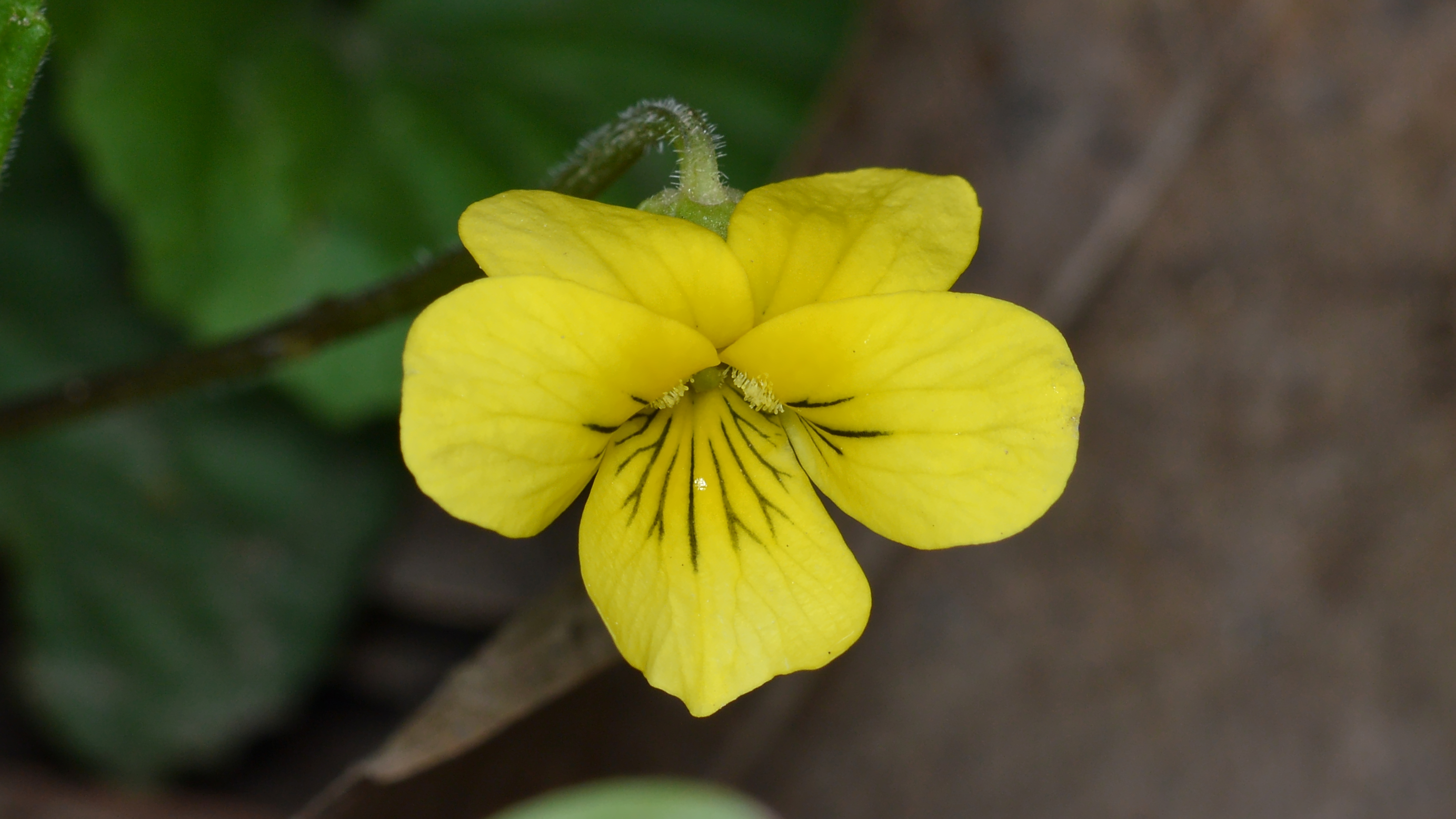
Kwiat

PokrójBylina dorastająca do 10–45 cm wysokości, tworzy kłącza i rozłogi.
LiścieBlaszka liściowa ma owalnie trójkątny kształt. Mierzy 6,4 cm długości oraz 7,6 cm szerokości, jest karbowana na brzegu, ma sercowatą nasadę i ostry lub tępy wierzchołek. Ogonek liściowy jest nagi i ma 2,7–19,6 cm długości. Przylistki są owalnych do lancetowatych.
KwiatyPojedyncze, osadzone na szczytach szypuł wyrastających z kątów pędów. Mają działki kielicha o lancetowatym kształcie. Korona kwiatu mierzy 13 mm średnicy. Płatki są odwrotnie jajowate i mają żółtą barwę, dwa płatki boczne są brodate z krótkimi włoskami od wewnątrz w pobliżu nasady, dolny płatek jest odwrotnie jajowaty, mierzy 8-18 mm długości, z kilkoma fioletowymi lub brązowawymi żyłkami, posiada obłą ostrogę o długości 1-3 mm.
OwoceTorebki mierzące 8-12 mm długości, o elipsoidalnym kształcie. Początkowo jest zwisająca, ale po osiągnięciu dojrzałości staje się wyprostowana i brązowieje. Pękając dzieli się na 3 części, wystrzeliwując brązowe nasiona.

## Biologia i ekologia
Rośnie w lasach, na łąkach i skarpach. Występuje na wysokości do 1500 m n.p.m. Najlepiej rośnie w półcieniu, na podłożu od kwaśnym odczynie (mniej niż 6,8 w skali pH). Kwitnie od kwietnia do czerwca. 

## Zmienność
W obrębie tego gatunku wyróżniono jedną odmianę:
- V. pubescens var. scabriuscula Torr. & A.Gray – występuje w Kanadzie (w prowincjach Manitoba, Nowy Brunszwik, Nowa Szkocja, Wyspa Księcia Edwarda, Quebec i Saskatchewan) oraz Stanach Zjednoczonych (w Alabamie, Arkansas, Connecticut, Delaware, Georgii, Illinois, Indianie, Kansas, Kentucky, Maine, Marylandzie, Massachusetts, Michigan, Minnesocie, Missisipi, Missouri, Nebrasce, New Hampshire, New Jersey, stanie Nowy Jork, Północnej Karolinie, Dakocie Północnej, Ohio, Oklahomie, Pensylwanii, Południowej Karolinie, Dakocie Południowej, Tennessee, Teksasie, Vermoncie, Wirginii, Wirginii Zachodniej i Wisconsin)[8].